# Christian Bussmann
Christian Bussmann (* 12. Februar 1942 im Deutschen Reich) ist ein deutscher Filmarchitekt, Bühnen- und Szenenbildner.

## Leben und Wirken
Bussmann studierte Malerei und Kunstgeschichte und erhielt eine Ausbildung zum Bühnenbildner. In den Bereichen Filmarchitektur, Szenenbild (Fernsehen) und Bühnenbild, aber auch als Kostümbildner ist er seit 1963 tätig. Häufig arbeitete er dabei mit in Hamburg ansässigen Regisseuren wie Ottokar Runze, Hark Bohm und Hans-Christoph Blumenberg, dessen 1980er-Jahre-Kinoproduktionen Tausend Augen, Der Sommer des Samurai und Der Madonna-Mann er ausstattete, zusammen.
Bei der Fernsehadaption von William Shakespeares Bühnenstück Richard II. durfte der 25-jährige Bussmann an der Seite des Lehrmeisters Jörg Zimmermann erstmals Bauten für eine abgefilmte Produktion entwerfen, doch konnte er erst zehn Jahre später regelmäßig als TV-Szenenbildner arbeiten. Viele Jahre lang teilte er seine Arbeit zwischen Fernsehen und Kino auf und war gelegentlich auch an Szenenbildern für Serien wie Die Pawlaks, Alles außer Mord und Herzschlag – Das Ärzteteam Nord beteiligt. Mit dem 2012 gedrehten Fernsehfilm Die Räuber beendete der 70-jährige Bussmann seine Karriere als Film- und Fernsehausstatter und -architekt.

## Filmografie
Als Fernseharchitekt, wenn nicht anders angegeben
- 1968: König Richard II.
- 1973: Bleib’ wie Du bist
- 1978: Notsignale (Serie, eine Folge)
- 1978: Baldauf
- 1979: Drei Freundinnen
- 1980: Laufen lernen
- 1981: Wer den Schaden hat
- 1982: Die Pawlaks (Serie)
- 1983: Christines Schwester (Kino)
- 1984: Tausend Augen (Kino)
- 1984: Wanda
- 1985: Der Sommer des Samurai (Kino)
- 1986: Ossegg oder Die Wahrheit über Hänsel und Gretel (Kino)
- 1986: Die Kolonie
- 1987: Der Madonna-Mann (Kino)
- 1988: Brennende Betten (Kino)
- 1989: Maria von den Sternen (Kino)
- 1989: Herzlich willkommen (Kino)
- 1990: My Lovely Monster (Kino)
- 1991: Sisi und der Kaiserkuß (Kino)
- 1992: Judith
- 1993: Die Denunziantin (Kino)
- 1994–1995: Alles außer Mord (Serie)
- 1998: Das Glück wohnt hinterm Deich
- 1998: Ein Engel schlägt zurück
- 1999: Bangkok – Ein Mädchen verschwindet
- 1999: Meine beste Feindin
- 1999: Herzschlag – Das Ärzteteam Nord (Serie)
- 2001: Rette deine Haut
- 2001: Riekes Liebe
- 2002: Kollaps
- 2002: Mein letzter Film
- 2002: Blueprint (Kino)
- 2003: Tod im Park
- 2003: 7 Zwerge – Männer allein im Wald (Kino)
- 2004: Käthchens Traum
- 2005: Ein ganz gewöhnlicher Jude (Kino)
- 2007: Warum Männer nicht zuhören und Frauen schlecht einparken (Kino)
- 2008: Leo und Marie – Eine Weihnachtsliebe
- 2010: Valerie (Kino)
- 2010: Vater Morgana (Kino)
- 2011: Zum Kuckuck mit der Liebe
- 2012: Die Kirche bleibt im Dorf (Kino)
- 2012: Die Räuber (UA: 2014)